# Dióska
Dióska (1899-ig Orehova, szlovákul: Orechová) község Szlovákiában, a Kassai kerület Szobránci járásában.

## Fekvése
Szobránctól 5 km-re, délkeletre fekszik.

## Története
A régészeti leletek tanúsága szerint már a paleolitikum korszakában is éltek itt emberek.
A községet 1299-ben említik először.
Fényes Elek 1851-ben kiadott geográfiai szótárában így ír a faluról: „Orechova, orosz falu, Ungh vmegyében, Poroszló fil., 29 romai, 176 görög kath., 7 zsidó lak. Jó határ. F. u. Viczmándy.”
A trianoni diktátumig Ung vármegye Szobránci járásához tartozott, majd az újonnan létrehozott csehszlovák államhoz csatolták. 1938 és 1945 között ismét Magyarország része.

## Népessége
| Év:            | 1994. | 2004.   | 2014.   | 2024.   |
| -------------- | ----- | ------- | ------- | ------- |
| Emberek száma: | 231   | 249     | 262     | 250     |
| Eltérés:       |       | +7,79 % | +5,22 % | -4,58 % |

| Év:            | 2023. | 2024.   |
| -------------- | ----- | ------- |
| Emberek száma: | 241   | 250     |
| Eltérés:       |       | +3,73 % |

1910-ben 340, túlnyomórészt szlovák anyanyelvű lakosa volt.
2003-ban 244 lakosa volt.
2011-ben 251 lakosából 231 szlovák és 15 cigány volt.

## Nevezetességei
- A Szentháromság tiszteletére szentelt temploma 1901–1904 között épült. 1947-ben és 1987-ben újították fel.